# マパム
マパム（ヘブライ語：מפ"ם、正式名称：統一労働者党 מפלגת הפועלים המאוחדת ミフレゲット・ハ-ポアリーム・ハ-メウヘデット）とは、かつてイスラエルに存在した左派政党。現在の「メレツ」の前身。1948年1月結党。

## 概要

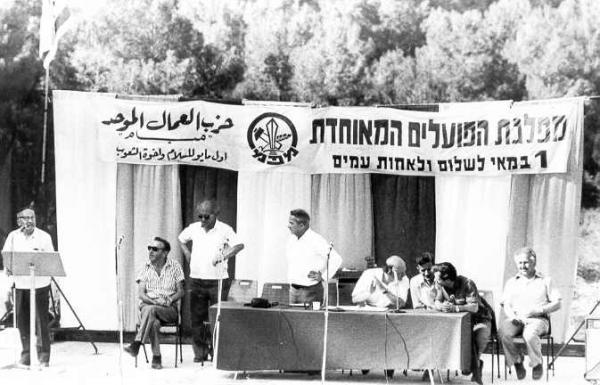
メーデーでのマパムの集会（1950年）

ユダヤ人のみを構成員とする政党の中では、最左派に位置する政党であった。労働シオニズム、パレスチナとの融和・共存、マルクス主義に基づく政策などを掲げていた。
労働シオニズムを掲げる政党としては、マパムのほかにイスラエル初代首相ダヴィド・ベン＝グリオンが所属していた「マパイ」（現在の労働党の前身）があったが、マパムはマパイよりも左翼に位置していた。また、親ソビエト連邦政党であり、その点がマパイとは異なっていた。
もともとは、マパムもマパイもイスラエル建国の大分前までは「ポアレ・ツィオン」（シオンの労働者）というひとつの組織であったのだが、組織の理論的指導者ベル・ボロコフの死後、右派と左派に分裂する。後に右派が「マパイ」となり、左派が「マパム」となったと考えるとわかりやすい（日本でいうところのかつての社会党右派と社会党左派に似ている）。

## 党史
1949年のクネセト第1回選挙では19議席を獲得する。しかし、この19議席が、マパムにとっての最大獲得議席であり、これ以降党勢は衰退し始め、総選挙のたびに議席を減らしてゆく（議席を若干伸ばした選挙もあった）。
最終的には、1992年に「ラッツ」と「シヌイ」という政党と合流し、新政党「メレツ」を旗揚げし、現在に至る。

## メレツの現状
現在、メレツの議席は120議席中のわずか3議席であり、多くのイスラエル国民の支持を受けているとは言い難い（完全比例代表制のため、一票の格差が問題になっている日本と異なり、どの程度の支持を獲得しているかがわかりやすい）。しかしながら、メレツ旗揚げ以降も、マパム時代からの左翼的信条を受け継ぎ、「ピース・ナウ」などの市民団体と共闘し、イスラエルとパレスチナの平和共存を主張している。

## 歴代党首
- メイル・ヤアリ
- ヤアコブ・ハザン
- メイル・タルミ
- ヴィクター・シェム＝トヴ
- ヤイル・ツァバン
- ハイム・オロン